# وريد مساريقي سفلي
الوريد المساريقي السفلي هو وريد يقوم بتصريف الدم من الأمعاء الغليظة. وينتهي هذا الوريد عادةً باتحاده مع الوريد الطحالي ليكوّن وريد الباب بالتشارك مع الوريد المساريقي العلوي.
تحدث أحيانًا بعض الاختلافات التشريحية والتي تتضمن أن يقوم الوريد المساريقي السفلي بصب الدم في الوريد المساريقي العلوي، أو أن يصب الوريد الطحالي والوريد المساريقي السفلي في الوريد المساريقي العلوي.
يقع الوريد المساريقي السفلي على الجهة اليمنى للشريان المساريقي السفلي المرافق له، وهذا الشريان ينشأ عادةً من الأبهر البطني.

## الروافد
هناك عدة روافد للوريد المساريقي السفلي تقوم بتصريف الدم من الأمعاء الغليظةـ والقولون السيني والمستقيم وهذه الروافد هي:
- وريد قولوني أيسر
- الأوردة السينية
- وريد مستقيمي علوي
- وريد مستقيمي سيني

## صور إضافية

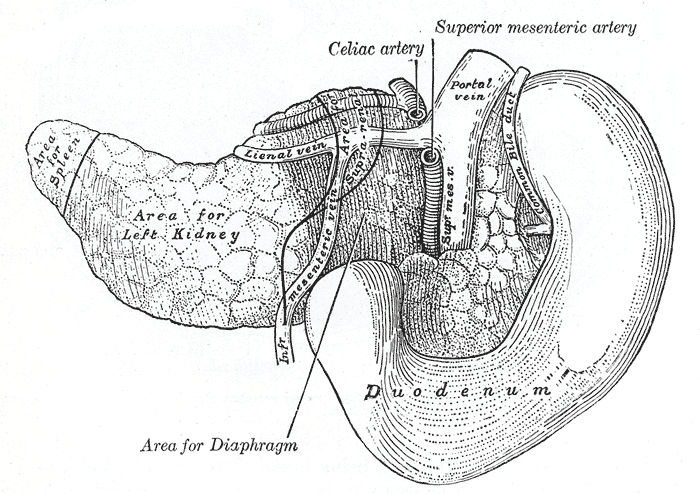
المعثكلة والإثناعشر من الخلف.

## وصلات خارجية
- مقالة ii/m/MESENTERIC_VEIN_INFERIOR في موسوعة جنرال اليكتريك الطبية
- صور تشريحية:39:06-0100 في مركز داونستيت الطبي التابع لجامعة نيويورك - "Intestines and Pancreas: Tributaries of Inferior Mesenteric Vein"
- صور تشريح صني 8568
- صور تشريح صني 8694